# Moniga del Garda
Moniga del Garda é uma comuna italiana da região da Lombardia, província de Bréscia, com cerca de 1.701 habitantes. Estende-se por uma área de 9 km², tendo uma densidade populacional de 189 hab/km². Faz fronteira com Bardolino (VR), Manerba del Garda, Padenghe sul Garda, Soiano del Lago.

## Demografia
| Variação demográfica do município entre 1861 e 2011                               |
|                                                                                   |
| Fonte: Istituto Nazionale di Statistica (ISTAT) - Elaboração gráfica da Wikipedia |